# Vonteego Cummings
Vonteego Marfeek Cummings (ur. 29 lutego 1976 w Thomson) – amerykański koszykarz, występujący na pozycjach rozgrywającego oraz rzucającego obrońcy.

## Osiągnięcia
Na podstawie, o ile nie zaznaczono inaczej.
NCAA
- Zaliczony do:
  - II składu Big East (1997, 1998)
  - III składu Big East (1999)

Drużynowe
- Mistrz:
  - Ligi Adriatyckiej (2005, 2007)
  - Serbii (2007)
  - Serbii i Czarnogóry (2006)
- Wicemistrz:
  - Euroligi (2008)
  - Polski (2012)
  - Serbii i Czarnogóry (2005)
  - D-League (2006)
  - Izraela (2008)
- Zdobywca Pucharu Polski (2012)
- Finalista pucharu:
  - Serbii (2007)
  - Izraela (2008)

Indywidualne
- MVP Final Four Ligi Adriatyckiej (2006, 2007)
- Lider ligi greckiej w przechwytach (2010)